# NGC 7436
NGC 7436 (ook: NGC 7436A) is een elliptisch sterrenstelsel in het sterrenbeeld Pegasus. Het hemelobject werd op 2 december 1784 ontdekt door de Duits-Britse astronoom William Herschel.

## Synoniemen
- VV 84
- UGC 12269
- KAZ 316
- MCG 4-54-6
- NPM1G +25.0526
- ZWG 475.8
- PGC 70124